# De laatste dagen van een eiland
De laatste dagen van een eiland is een Nederlandse film uit 1942 in zwart wit en geluid. De film werd gebaseerd op het verhaal Aan dood water van Klaas Norel.
De film werd in 1938 al opgenomen en in besloten kring vertoond op 16 december van datzelfde jaar, maar in 1942 publiekelijk, waarschijnlijk omdat er maar weinig films werden goedgekeurd door de Duitse bezetters. Het was de tweede film die werd geproduceerd door de Nederlandse Christelijke film centrale die tijdens de oorlog alweer werd opgedoekt.

## Verhaal
De film vermengt een documentaire die vertelt over de laatste dagen van het eiland Urk en zijn bewoners, en een verhaal van een jong stel, de visser Riekelt Post en zijn geliefde Mar Meun. De Zuiderzeewerken hebben een grote impact op het eiland, de bewoners en het jonge stel. Zo wordt Riekelt gedwongen zijn visserswerk op de Zuiderzee te verruilen voor de Noordzee, waardoor hij minder inkomsten genereert en zijn trouwplannen uit moet stellen. Ondertussen zien we de aanleg van de Afsluitdijk en hoe Urk ingesloten wordt door de Noordoostpolder. Nadat het stel trouwt en twee kinderen krijgt, verhuist het van het eiland naar IJmuiden.

## Rolverdeling
| Acteur            | Personage    |
| ----------------- | ------------ |
| Max Croiset       | Jelle Post   |
| Jules Verstraete  | Riekelt Post |
| Jeanne Verstraete | Mar Meun     |
| Coen Hissink      |              |
| Daan van Ollefen  |              |
| Aaf Bouber        |              |

verder de burgemeester en de bewoners van het eiland Urk.